# Алексієвський (Совєтський район)
Алексі́євський (рос. Алексеевский, марій. Токпайэҥер) — селище у складі Совєтського району Марій Ел, Росія. Адміністративний центр Алексієвського сільського поселення.

## Населення
Населення — 1644 особи (2010; 1627 у 2002).
Національний склад (станом на 2002 рік):
- марі — 80 %